# Тедзе сул Брента
Тѐдзе сул Брѐнта (на италиански: Tezze sul Brenta; на венециански: Łe Texe, Ле Тезе) е град и община в Северна Италия, провинция Виченца, регион Венето. Разположен е на 69 m надморска височина. Населението на общината е 12 827 души (към 2015 г.).